# Kubatbek Boronov
Kubatbek Aiylchievich Boronov, conegut com a Kubatbek Boronov (en kirguís: Кубатбек Айылчиевич Боронов; Districte de Uzgen, República Socialista Soviètica del Kirguizstan, 15 de desembre de 1964) és un polític kirguís que va servir com a primer ministre del Kirguizstan des del 17 de juny fins al 6 d'octubre de 2020. Probablement a causa de la pressió de les protestes al Kirguizstan del 2020, Boronov va renunciar al seu càrrec de primer ministre.
Abans de ser nomenat primer ministre, Boronov havia servit com a primer viceprimer ministre des d'abril de 2018. També es va exercir coma ministre de Situacions d'Emergència des del 2011 al 2018.